# Killiniq Island
Killiniq Island is een onbewoond, rotsachtig eiland in het noordoosten van Canada. Het heeft een oppervlakte van 269 km² en ligt op de grens van de oostelijk gelegen Straat Davis met de westelijk gelegen Ungava Bay.

## Geschiedenis
In 1884 werd in het zuidwesten van het eiland Port Burwell (Killiniq) gesticht. De handels- en missionarisnederzetting met weerstation was bewoond tot in 1978, waarna de bevolking hervestigd werd naar nederzettingen in Nunavik (noordelijk Quebec).

## Geografie
Killiniq Island wordt door de Straat McLelan gescheiden van de noordelijke tip van het schiereiland Labrador. Dat is een 30 km lange zeestraat, die voor het merendeel minder dan een kilometer breed is. Het rotsachtige eiland is de noordelijke uitloper van het Torngatgebergte.
Het overgrote deel van het eiland behoort tot het Canadese territorium Nunavut. Het meest zuidoostelijke gedeelte van het eiland, een gebied van zo'n 35 km², behoort echter tot de provincie Newfoundland en Labrador (en tot het Nationaal Park Torngat Mountains). Dat maakt van Killiniq Island de enige plaats waar beide gebieden een grens op het land delen. Het meest noordelijke punt van de regio Labrador staat bekend als Cape Chidley.

## Galerij

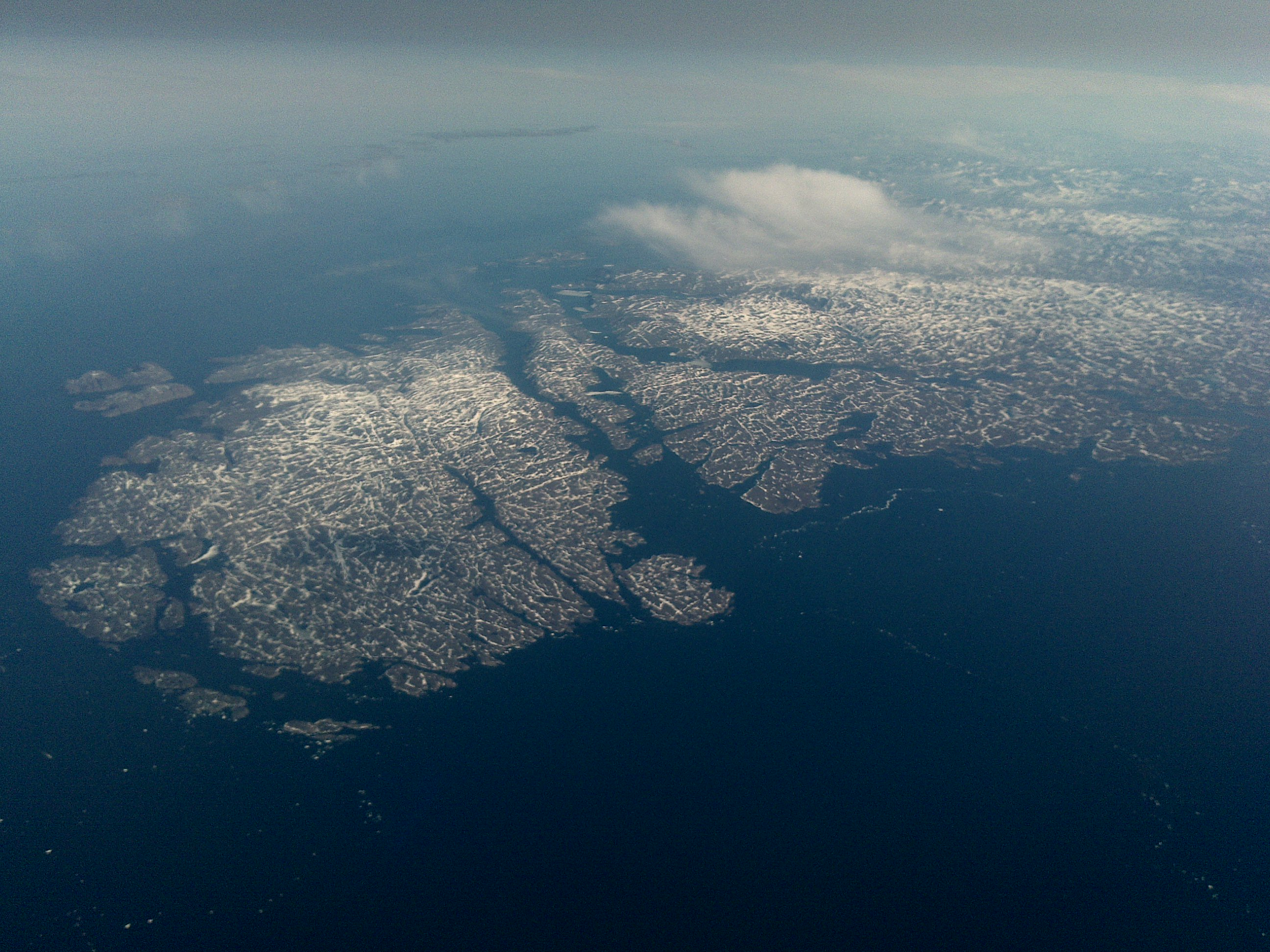
Luchtbeeld van Killiniq Island gezien vanuit het noordwesten, met het vasteland rechts in beeld
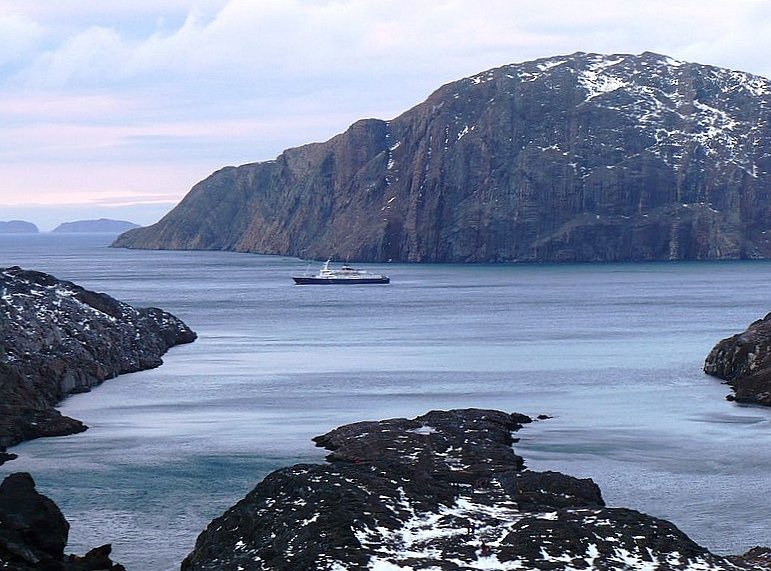
Zicht op Killiniq Island